# Дайте танк (!)
«Дайте танк (!)» — российская рок-группа из подмосковного города Коломны. Была основана Дмитрием Мозжухиным (гитара, баян, вокал) и Александром Романкиным (гитара, клавишные, труба) в 2007 году. На сегодняшний день коллектив состоит из шести музыкантов. Группа периодически выпускает новые песни и ежегодно даёт сольные концерты в Москве, Санкт-Петербурге и других городах России, а также выступает на музыкальных фестивалях (таких как «Боль», «Motherland», «Пикник „Афиши“», «Дикая мята» и др.).

## Стиль и жанр
Сама группа в социальных сетях и на различных музыкальных платформах характеризует свою музыку следующим образом: «Гаражный рок для танцоров-интровертов, скучающих по русскому языку».
Дмитрий Мозжухин, солист группы, рассказывает: «Фраза была написана в 2013 году и сопровождала выход альбома „Сохранить как“. Это самый „гаражный“ альбом по звуку, и он объясняет первую часть фразы. А что касается „скучающих по русскому языку“ — тут сыграл роль тот факт, что в 2013 году было очень модно петь на английском. Я же, как автор слов, не могу представить исполнение песен на любом другом языке, кроме русского. Тогда мне казалось это очень важным для идентификации группы».
Говоря о стилистике, «Дайте танк (!)» определяют свой жанр как «робкий панк» (shy-punk). По сути, это оксюморон, так как панк в общепринятом понимании — что-то вызывающее, бунтарское и далёкое от стеснения и робости. «Мы громкая группа, исполняющая нечто интимное» — объясняет Дмитрий. Если говорить о музыке группы в более общих категориях, можно сказать, что её стиль — это смесь панк-рока и электро.

## Название группы
До 2011 года группа носила название Give Us A Tank (!). Оно произошло от «giveusatank» — чит-кода из популярной видеоигры Grand Theft Auto III, при вводе которого с неба падает танк. Позднее название было переведено на русский, чтобы облегчить произношение и запоминание. (!) — сатирический восклицательный знак. В онлайн-трансляции «Бекстейдж для двоих» с Иваном Смирновым из группы «Краснознамённая дивизия имени моей бабушки» Мозжухин рассказал, что в его детстве отец покупал газету «Моя весёлая семейка». В ней присутствовала рубрика юмористических историй от читателей, в которых по воле редактора появлялся восклицательный знак в скобках, ставящийся в середине предложения и призванный обратить внимание на какую-либо выделяющуюся деталь рассказа. Мозжухин заявил, что с тех пор привык к этим восклицательным знакам и позднее, придумывая название, решил вставить такой же в конец. Со слов солиста, данный знак восклицания оказался весьма удобен в последующей концертной деятельности, так как он непроизвольно выделяет группу на афишах фестивалей среди других участников.

## Состав

### Действующий состав
- Дмитрий Мозжухин — вокал, гитара
- Максим «Псевдоним» Кульша — гитара
- Сергей «Raen» Акимов — бас-гитара
- Илья Герасименко — ударные
- Александр Тимофеев — саксофон

### Бывшие участники
- Александр Романкин — гитара
- Юрий Гаер — ударные
- Виктор Дрыжов — ударные
- Антон Макаров — клавиши

## Дискография

### Студийные альбомы
- ДСП в головах (2007)
- Дивный прибор (2008)
- Время собирать щебень (2011)
- Альбом, который не считается (2011)
- Универсамка (2012)
- Сохранить как (2013)[9][10]
- Интим (2014)[11][неавторитетный источник]
- Глаза боятся (2015)[12][неавторитетный источник][13][неавторитетный источник][14]
- Радио Огонь (2016)[15]
- Альбом для фортепиано (2016)
- См. рис. 1 (2017)[16][17]
- См. рис. 2 (2018)[18][19]
- Человеко-часы (2020)[20]
- Хрупко (2025)

### Мюзиклы
- Слова-паразиты (2021)[21]

### Мини-альбомы
- На вырост (2018)[22]

### Синглы
- Маленький (2013)
- Паника (2015)
- Люди (2020)
- Крепость (2020)
- Шанс (2020)
- Логика (2025)
- Эфир (2025)
- Рекурсия (2025)

### Участие в трибьютах
- Без меня. Трибьют Егора Летова (2019)
- Мы вышли из кино 2 (2022)

### Видеоклипы
| Год  | Название                   | Режиссёр                           | Альбом                       |
| ---- | -------------------------- | ---------------------------------- | ---------------------------- |
| 2012 | Love-love                  |                                    | Альбом, который не считается |
| 2013 | Из земли                   | Дмитрий Мозжухин                   | Сохранить как                |
| 2015 | Вуаля                      | Дмитрий Мозжухин                   | Глаза боятся                 |
| 2016 | Впереди                    | Renton Malone                      | Интим                        |
| 2016 | Утро                       | Зака Абдрахманова                  | Радио огонь                  |
| 2017 | Летние вечера (LWAZ remix) | Renton Malone                      |                              |
| 2017 | Друг                       | Дмитрий Мозжухин                   | См. рис. 1                   |
| 2018 | Спам                       | Анастасия Медведева, Влада Волкова | См. рис. 1                   |
| 2018 | Шум                        | Фёдор Зубов                        | См. рис. 2                   |
| 2018 | Смешно                     |                                    | Глаза боятся                 |
| 2019 | Я                          | Катя Жужлева                       | На вырост                    |
| 2019 | Мы                         | Данила Нагорнов                    | На вырост                    |
| 2019 | Вы                         | Екатерина Утенышева                | На вырост                    |
| 2019 | Волна                      | Макс Шерр                          | Глаза боятся                 |
| 2020 | Крепость                   | Маша Майорова                      | Человеко-часы                |
| 2020 | Шанс                       | Дмитрий Мозжухин                   | Человеко-часы                |
| 2020 | Сказки                     | Данила Нагорнов                    | Человеко-часы                |
| 2021 | Слова-паразиты (мюзикл)    | Алексей Ермолаев                   |                              |
| 2022 | Люди                       | Елизавета Климаева                 | Человеко-часы                |